# プロファイル (標準化)
プロファイル（英語: profile）は、標準化で、合意した仕様の部分集合(サブセット)であるか、選択した組み合わせの横顔(profile)の一つである。

## 目的
複雑な技術仕様には様々な選択的機能を含む。選択肢の組み合わせを例示してプロファイルとして示すことがある。
選択機能は、2つの選択肢間で相互運用できないことがありうる。
規格が明記する選択肢が存在しない場合でも、各提供者は重要でないと判断した機能を実装しない（あるいは正しく実装できない）ことがある。例えば、携帯機器関連の規格の実装には様々な制約がつきまとう。規格上もそのような限定的実装を許している。また、規格策定において、意図的か否かを問わず漠然とした多義的な仕様を作り出すことがある。プロファイルは、1つの解釈を強制することができる。
ユーザーはプロファイルを活用することで、相互運用性を確保し、調達を可能にする。

## プロファイルの標準化
プロファイル自体を標準化することがある。例えば、OSIネットワークにおける US-GOSIP（米国政府OSIプロファイル）、UK-GOSIP、ISO ISP (International Standard Profile) や、W3CのWeb標準に対応した各種モバイルプロファイル、TOPPERSプロジェクトのカーネルでASP, SSP, HRPなどのプロファイルがある。